# Ibon Ruiz
Ibon Ruiz Sedano (Vitoria-Gasteiz, 30 januari 1999) is een Spaans wielrenner die anno 2021 rijdt voor Equipo Kern Pharma.

## Carrière
Ruiz ging in 2020 rijden voor de Spaanse wielerploeg Equipo Kern Pharma. Hij maakte zijn debuut voor deze ploeg in de GP La Marseillaise waar hij eindigde op de 69e plaats.

## Overwinningen
2021
Bergklassement Ronde van Valencia
2024
Bergklassement Ronde van Asturië

## Resultaten in voornaamste wedstrijden
| Jaar | Ronde van Italië | Ronde van Frankrijk | Ronde van Spanje |
| ---- | ---------------- | ------------------- | ---------------- |
| 2021 |                  |                     |                  |
| 2022 |                  |                     |                  |
| 2023 |                  |                     |                  |
| 2024 |                  |                     | 101e             |
| 2025 |                  |                     |                  |

| Jaar | Luik-Bast.‑Luik | Clásica San Sebastián | Parijs-Tours |
| ---- | --------------- | --------------------- | ------------ |
| 2021 |                 |                       | opgave       |
| 2022 | 102e            | opgave                |              |
| 2023 | opgave          | 82e                   |              |
| 2024 | 89e             |                       |              |
| 2025 |                 | 91e                   |              |

### Resultaten in kleinere rondes
| Jaar | Ronde van Valencia | O Gran Camiño | Ronde van het Baskenland | Ronde van Burgos |
| ---- | ------------------ | ------------- | ------------------------ | ---------------- |
| 2021 | 56e                |               |                          |                  |
| 2022 |                    | 33e           | 51e                      | 94e              |
| 2023 |                    | 53e           | 95e                      |                  |
| 2024 |                    | 25e           | 29e                      |                  |

## Ploegen
- 2020 –  Equipo Kern Pharma
- 2021 –  Equipo Kern Pharma
- 2022 –  Equipo Kern Pharma
- 2023 –  Equipo Kern Pharma
- 2024 –  Equipo Kern Pharma
- 2025 –  Equipo Kern Pharma

Adrià · Agirre · Araiz · Arrieta · Berrade · Carboni (vanaf 9/9) · Carretero · J. Castrillo · Cobo · Galván · C. García Pierna · R. García Pierna · Jaime · D. Lopez · J. López · Marquez · Mendez · Miquel · Moreno · Novikov · Parra · Řepa · Ruiz · Sánchez · van der Tuuk · P. Castrillo (stagiair) · Fernandez (stagiair) · Retegi (stagiair)
Adrià · Agirre · Arrieta · Berrade · Carboni · Carretero · Castrillo · Cobo · Elosegui · Galván · C. García Pierna · R. García Pierna · Jaime · López · Marquez · Miquel · Parra · Řepa (tot 2/5) · Retegi · Ruiz · Sánchez · van der Tuuk · Aznar (stagiair) · Carrascosa (stagiair) · Dorenbos (stagiair)
Agirre · H. Aznar · U. Aznar · Berrade · Brustenga · Castrillo · Cobo · Elosegui · Fernández · Galván · García Pierna · Gutiérrez · Iribar · Jaime · López · Marquez · Miquel · Parra · Retegi · Ruiz · Sánchez · Soto · Uriarte · van der Tuuk · Azanza (stagiair) · Carrascosa (stagiair) · Etxeberria (stagiair)